# Sint-Martinuskerk (Olpe)
De Sint-Martinuskerk (Duits: St.-Martinus-Kirche) is een rooms-katholieke parochiekerk in Olpe (Noordrijn-Westfalen).

## Geschiedenis
Omstreeks het jaar 800 werd op de plaats de eerste Sint-Martinuskerk gebouwd. Door brandstichting brandde de oude kerk op 16 augustus 1907 volledig af. Voorafgaand aan de brandstichting woedde echter reeds een lang geschil over nieuwbouw of verbouwing van de oude parochiekerk. De daders van de brandstichting werden nooit gevonden.  
Op 23 juli 1907 vond de eerstesteenlegging plaats van de nieuwe neogotische kerk. Het ontwerp was afkomstig van de uit Dortmund afkomstige en in Den Haag geboren Johannes Franciscus Klomp. De drieschepige hallenkerk met dwarsschip en dubbele torens kwam in 1907 gereed. De eerstesteenlegging van het neogotische gebouw vond op 23 juli 1907 plaats. Fraai is het buitenportaal waarvan het beeldhouwwerk (o.a. een Madonna en een kruisigingsgroep) van de beeldhouwer Matthias Beule uit Grevenbrück stamt.
De kerk onderging door luchtaanvallen tijdens de Tweede Wereldoorlog in 1945 ernstige beschadigingen. Een van de tweelingstorens moest als gevolg daarvan worden opgeblazen. De spits van de zuidwestelijke toren werd nadien niet herbouwd en bleef als stomp naast de noordwestelijke toren bestaan.
Het gebouw werd op 20 juli 1988 op de monumentenlijst geplaatst. In de jaren 1958 en 1973 werden er omvangrijke restauraties uitgevoerd. De Sint-Martinuskerk biedt plaats aan 650 gelovigen.

## Interieur
- De monumentale laatgotische kruisigingsgroep behoort tot de oudste en meest waardevolle kunstschatten van de kerk. Wie de groep maakte is onbekend; kenners menen dat de groep van Rijnlandse makelij is en dateert uit de tweede helft van de 15e eeuw.
- Het neogotische altaar met houtsnijwerk staat in het noordelijke zijkoor en werd in 1911 opgesteld.
- Het orgel werd in 1958 door de orgelbouwer Johannes Klais uit Bonn gebouwd en verving het oude orgel dat bij de bombardementen werd vernietigd. In 1989 werd het Klais-orgel gerenoveerd en uitgebreid. Het orgel bezit tegenwoordig 41 registers (2758 pijpen) verdeeld over drie manualen en pedaal. De tracturen zijn elektrisch.

## Klokken
In de noordwestelijke toren bevinden zich de klokken. De oude klokken werden in 1917 en 1942 in beslag genomen en omgesmolten. De enige oorspronkelijke klok die de beide wereldoorlogen overleefde is de sacristiebel uit 1907. Het jongste gelui dateert uit het jaar 1949. De staalklokken werden bij de Bochumer Verein (Bochum) gegoten en gewijd aan de Moeder Gods, de heilige Martinus, Sint-Agatha en Sint-Rochus.    

## Agatha-zuil

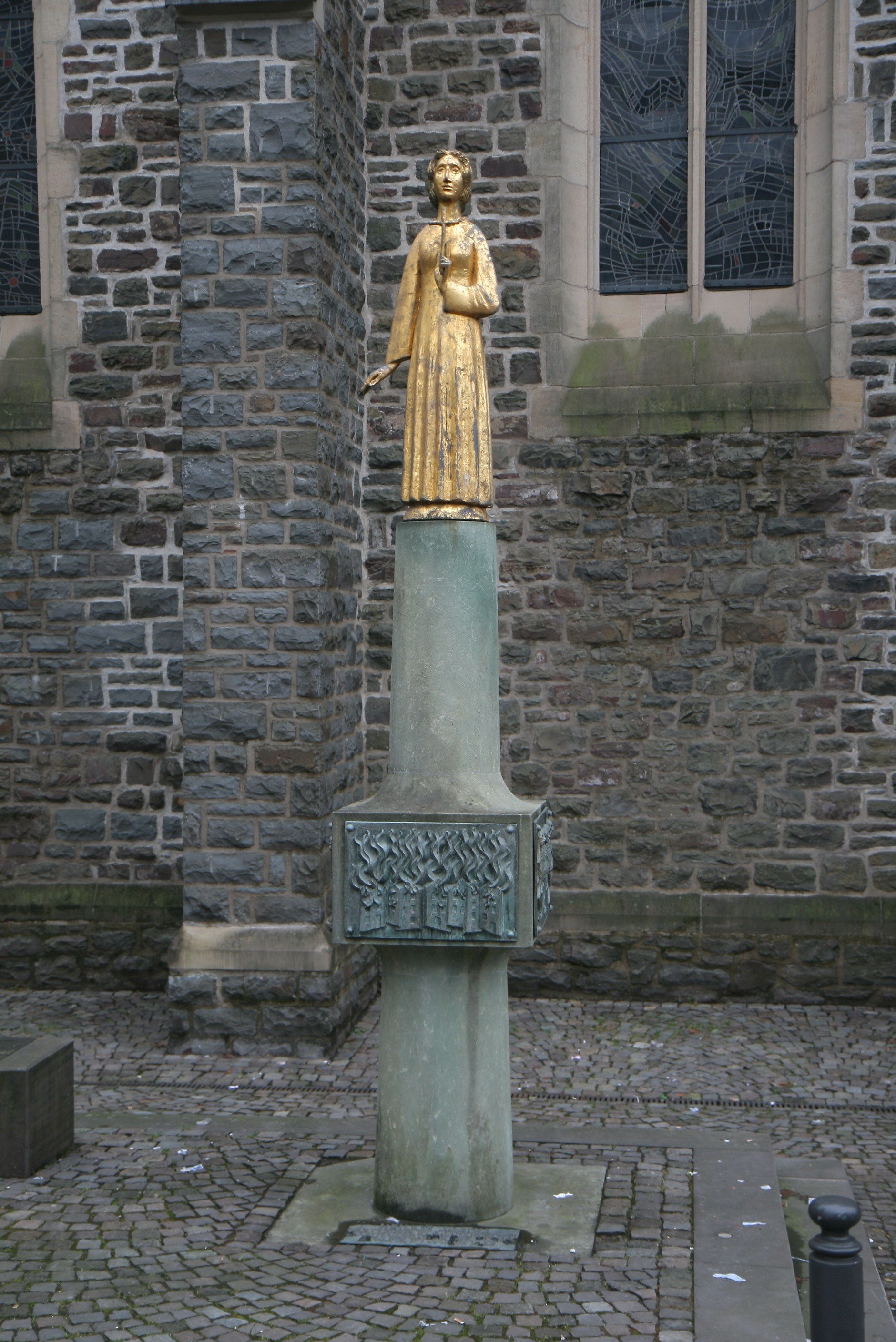
Agatha-zuil

Voor het noordelijk portaal werd in 1979 de Agatha-zuil geplaatst. Het betreft een twee meter hoge zuil met daarop het beeld van de heilige Agatha. Het beeld vervangt een ouder beeld uit 1965 dat in 1973  werd gestolen.

## Afbeeldingen

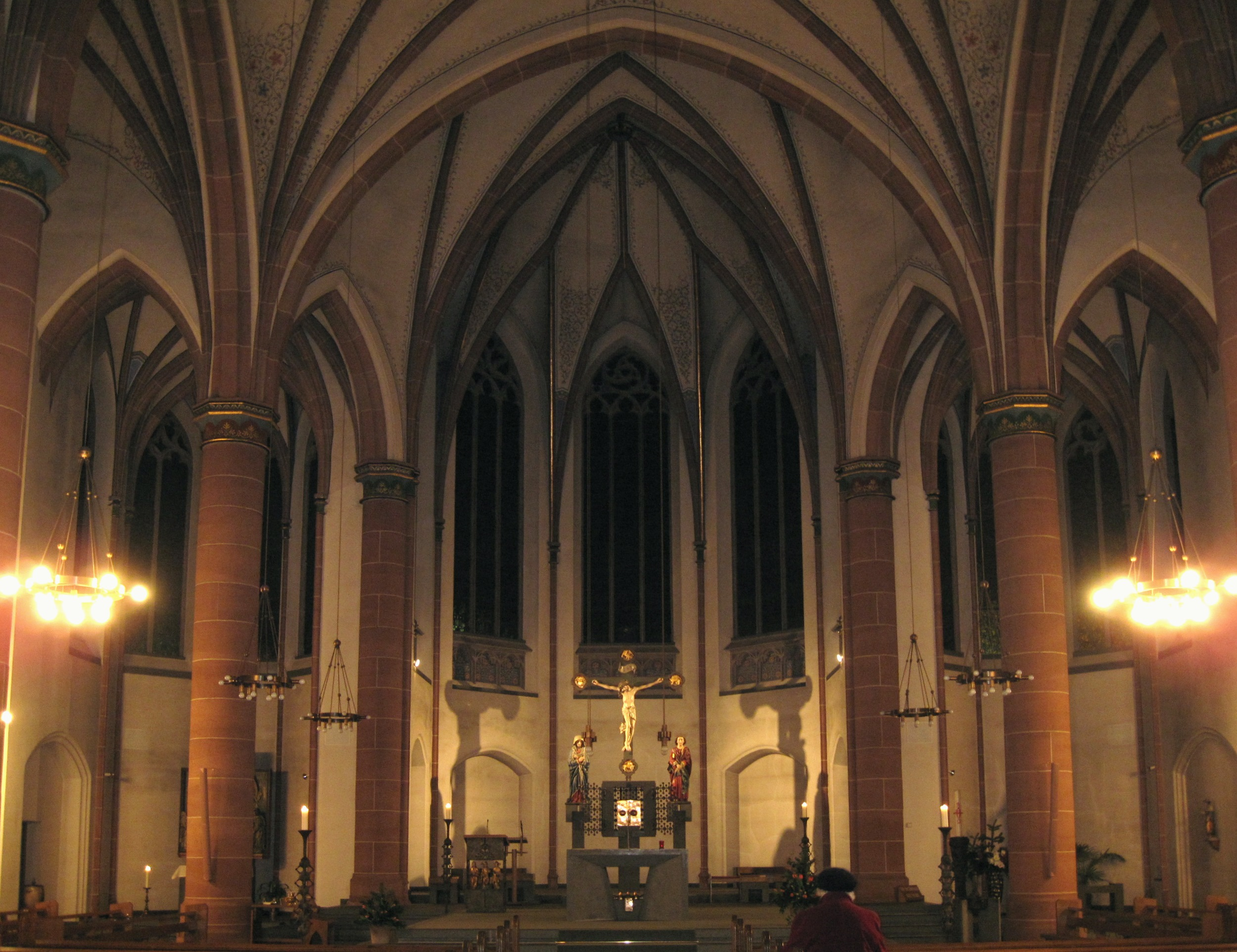
Koor
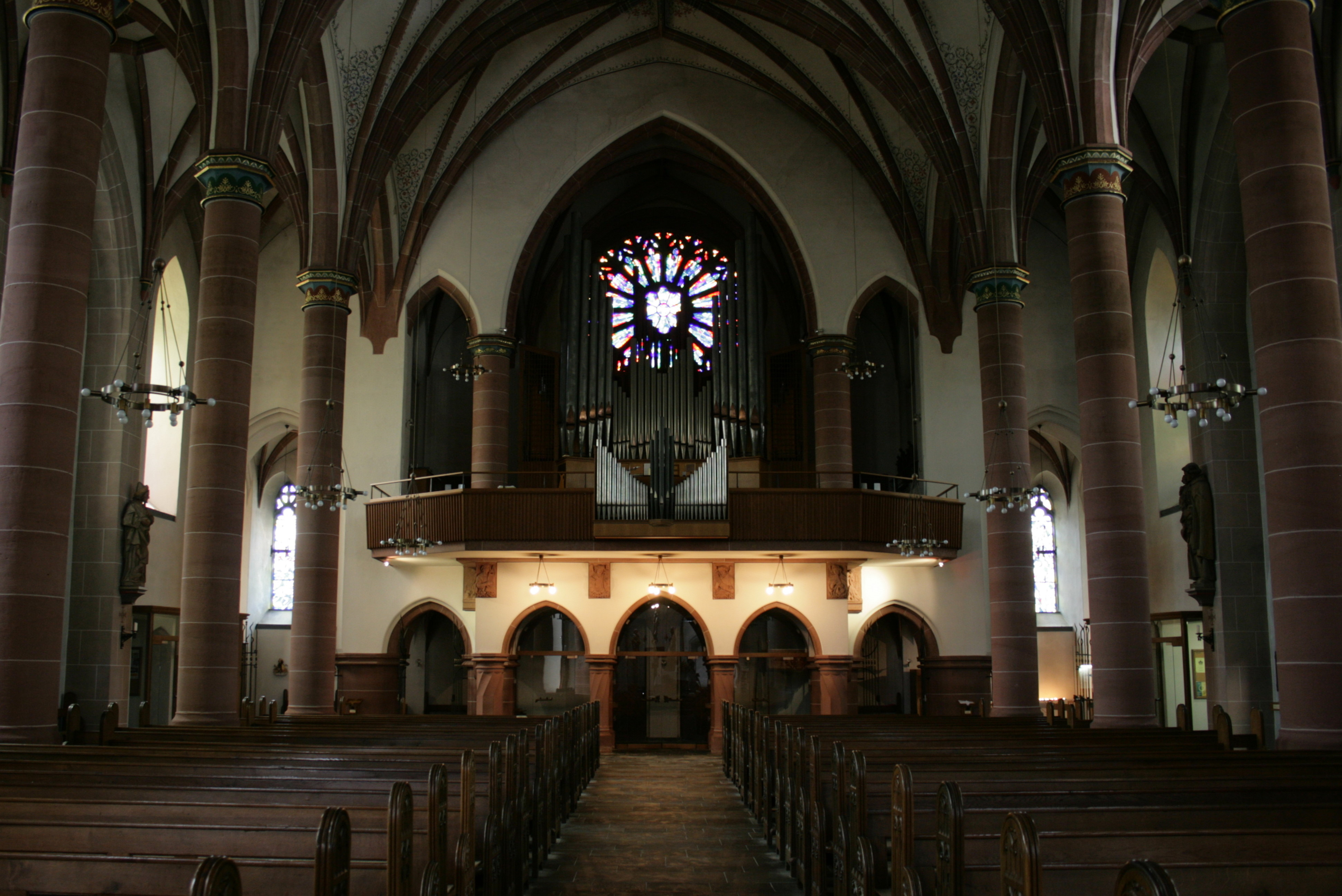
Orgel
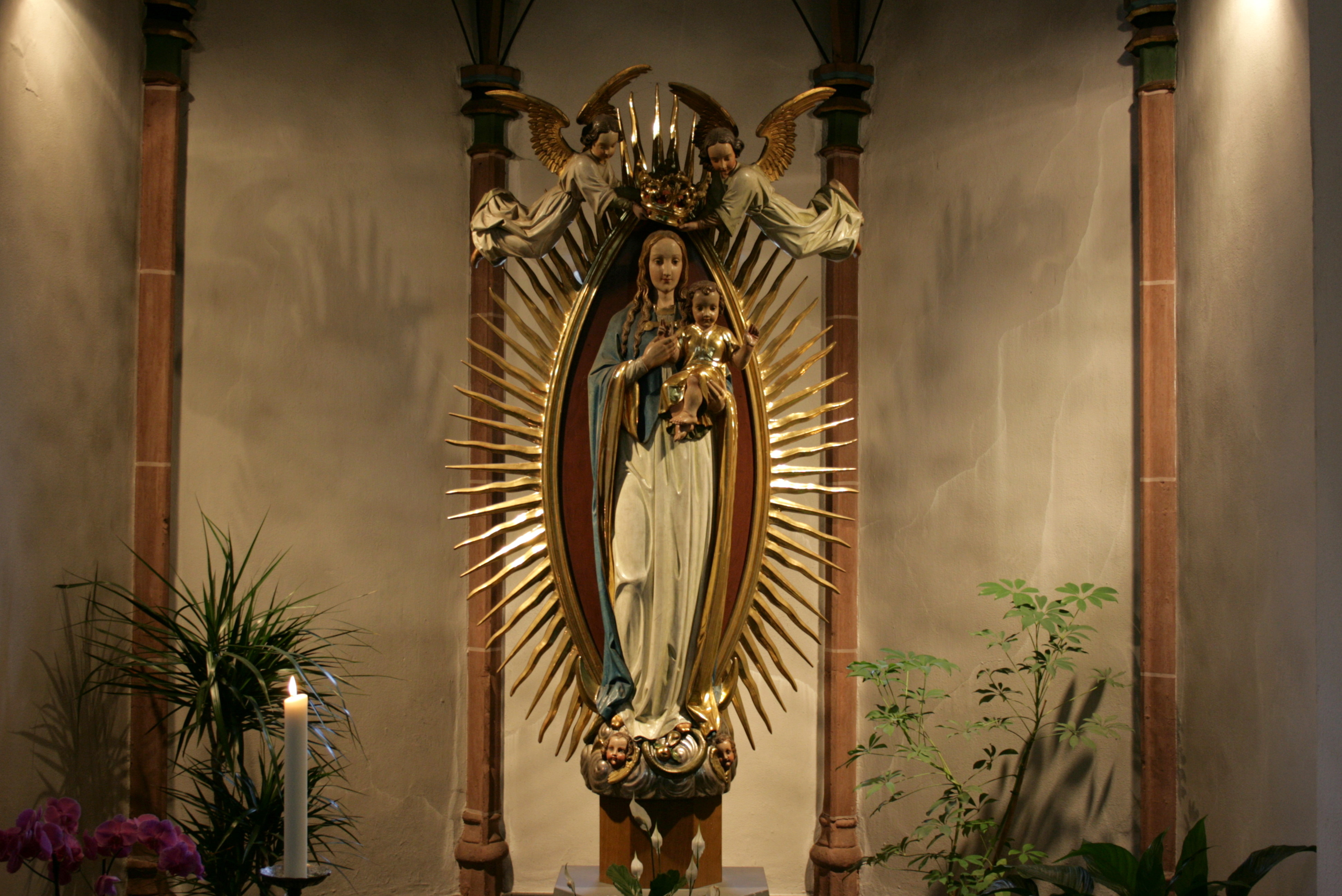
Stralenkransmadonna
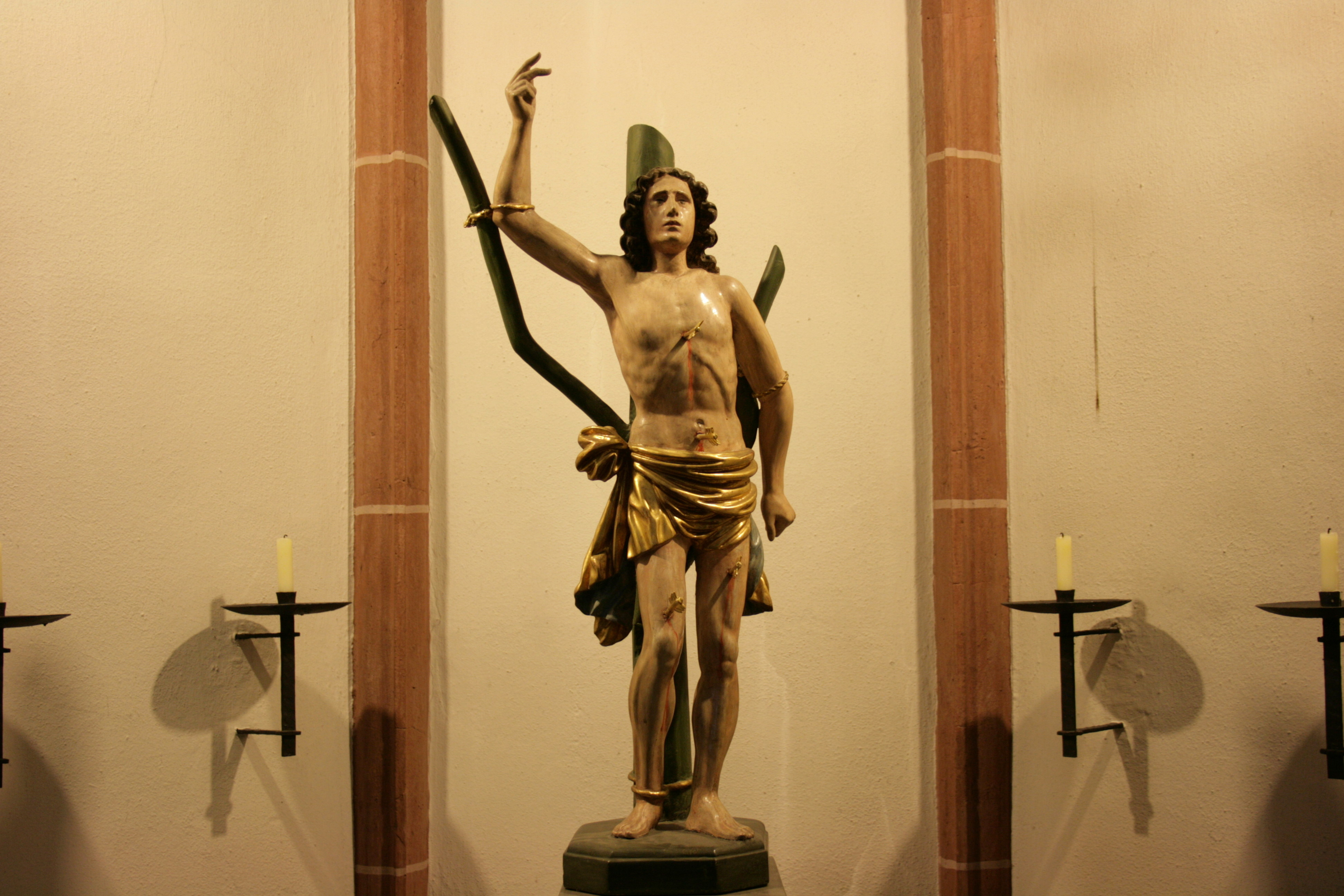
Beeld Sint-Sebastiaan